# Ztracený svět (Crichton)
Román Ztracený svět (v originále The Lost World), techno-thriller amerického spisovatele Michaela Crichtona z roku 1995 (v překladu vyšel roku 1997), je přímým pokračováním Jurského parku (Jurassic Park; 1990) téhož autora.
Shodný název s knihou A. C. Doylea z roku 1912 není náhodný; také v novější knize se hrdinové příběhu vydávají na odlehlý ostrov, kde dosud žijí dinosauři. Nejde ovšem o přežívající druhohorní archosaury, nýbrž o naklonovaná zvířata, stvořená vědci z biotechnologické společnosti InGen.

## Děj románu
Několik let po událostech na ostrově Isla Nublar je matematik Ian Malcolm kontaktován paleontologem Richardem Levinem. Ten mu prozradí, že ostrov Isla Nublar nebyl jediným místem, kde InGen choval své dinosaury. Původně byli totiž klonováni na jiném ostrově, Isla Sorna (Site B [ˈsait ˌbiː]; česky Místo B). Levine poté zmizí a Malcolm s technikem Jackem „Doc“ Thornem a jeho zaměstnancem Eddiem Carrem odjíždí v rámci jeho záchrany na ostrov. Vezou sebou speciálně upravená vozidla a také dvě schované děti – počítačového génia Arbyho a dívku Kelly. Na ostrově se k nim přidá také Malcolmova bývalá přítelkyně, zooložka Sarah Hardingová. Kromě toho se na ostrov vydává také bezskrupulózní genetik Lewis Dodgson (známý už z prvního románu) z korporace Biosyn – dávného rivala InGenu – se dvěma dalšími muži. Jejich cílem je ukrást vajíčka všech druhů dinosaurů na ostrově a získat tak technologii, kterou InGen vyvíjel deset let.
Krátce po příjezdu na ostrov se však ukáže, že události nebudou mít hladký průběh: draví dinosauři (zejména zástupci rodů Tyrannosaurus, Velociraptor a Carnotaurus) brzy zaútočí a nastává boj o holý život…

## Dinosauři v knize
V knize se objevuje větší množství dinosaurů, a to z rodů Parasaurolophus, Pachycephalosaurus, Maiasaura, Triceratops, Stegosaurus, Mussaurus, Apatosaurus, Gallimimus, Tyrannosaurus, Carnotaurus, Velociraptor, Ornitholestes, Procompsognathus a Hypsilophodon.

## Film
Na základě románu byl vytvořen scénář k filmu Ztracený svět: Jurský park, natočený roku 1997 režisérem Stevenem Spielbergem. Děj filmu se však poměrně výrazně liší od toho románového.

## České vydání
Román se dočkal dvou českých vydání (1997 a 2006) péčí pražského nakladatelství Baronet v překladu Zdeňka Volného. Vázaný výtisk vytiskly a svázaly Tiskárny Vimperk, a.s.